# Titus Sextius Africanus
Pour les articles homonymes, voir Africanus, Sextius et Sextii.
Titus Sextius Africanus est un sénateur romain, consul suffect en 59 sous Néron.

## Biographie
Il est le fils de Titus Sextius Africanus, préteur désigné et tribun de la plèbe.  
Il devient patricien en 48. 
Il est découragé par Agrippine la Jeune de se marier avec Junia Silana. En 59, il est consul suffect. En 62, il effectue avec Quintus Volusius Saturninus et Marcus Trebellius Maximus, un recensement dans les provinces de Gaule. Saturninus et Africanus sont des rivaux, et tous deux détestent Trebellius, qui a tiré profit de leur rivalité pour obtenir le meilleur d'eux. Son nom apparaît sur un fragment des Frères Arvales. 
Il décède en 66. 
De son épouse probable, une femme de la gens Magii il a un fils, Titus Sextius Magius Lateranus, consul éponyme en 94.

## Sources
- (en) Cet article est partiellement ou en totalité issu de l’article de Wikipédia en anglais intitulé « Titus Sextius Africanus » (voir la liste des auteurs).
- Smith, William (1870), Africanus, T. Sextius, in Smith, William (ed.), Dictionary of Greek and Roman Biography and Mythology, Boston, p. 57